# Charles Lloyd
Charles Lloyd (nascido em 15 de março de 1938, em Memphis, Tennessee) é um músico de jazz e saxofonista norte-americano.
Lloyd começou a tocar saxofone aos nove anos de idade, além de ter aulas de piano, graças ao pianista Phineas Newborn. Um de seus amigos mais próximos foi o trompetista Booker Little (1938-1961). Lloyd tornou-se habitualmente companheiro das bandas de blues de B. B. King, Howlin' Wolf e Bobby Bland, entre outros.
Embora principalmente tocasse flauta e saxofone tenor, ocasionalmente já gravou em outros instrumentos de palheta, incluindo o saxofone e o tárogató húngaro.